# Marc Servili Pàlex Gemin
Marc Servili Pàlex Gemin (en llatí: Marcus Servilius C. f. P. n. Palex Geminus, nascut cap al 230 aC - mort després del 167 aC) va ser un magistrat romà del segle iii aC. Formava part de la gens Servília.
Va ser àugur l'any 211 aC al lloc d'Espuri Carvili Màxim Ruga que havia mort. El 203 aC va ser edil curul i va dedicar una quadriga daurada al Capitoli conjuntament amb el seu col·lega. Aquell mateix any va ser escollit magister equitum del dictador Publi Sulpici Galba Màxim amb el que va viatjar per Itàlia per examinar les causes de la revolta de diverses ciutats contra Roma.
L'any 202 aC va ser elegit cònsol amb Tiberi Claudi Neró i va rebre Etrúria com a província, que va ocupar amb dues legions. El seu imperium es va prorrogar l'any següent.
El 200 aC va ser un dels deu comissionats que van distribuir les terres al Samni i la Pulla entre els veterans d'Escipió. L'any 197 aC va ser un dels Triumviri coloniae deducendae nomenat per un període de tres anys per establir una sèrie de colònies a la costa occidental d'Itàlia. El 167 aC, ja gran, es va pronunciar a favor del triomf per Emili Paulus el conqueridor de Macedònia, triomf al qual molts s'oposaven.